# خلمنو ناد نرم
خومنو ناد نرم (به لهستانی:  Chełmno nad Nerem) یک روستا در لهستان است که در گمینا دانبیه (استان لهستان بزرگ‌تر) واقع شده‌است. خومنو ناد نرم ۳۵۰ نفر جمعیت دارد.